# Stade malien
Le Stade malien est un club omnisports malien basé à Bamako. Il comprend notamment une section football et une section basket-ball.

## Palmarès

### Basket-ball

#### Hommes
- Coupe d'Afrique des clubs champions
  - Finaliste : 1971 et 1989
- Ligue africaine de basket-ball
  - Troisième : 2023

#### Femmes
- Coupe du Mali (1)
  - Vainqueur : 1982[1]

### Football
- Coupe de la confédération (1) :
  - Vainqueur : 2009
- Ligue des champions de la CAF :
  - Finaliste : 1965
- Supercoupe de la CAF :
  - Finaliste : 2009
- Coupe de l'UFOA (1) :
  - Vainqueur : 1992
  - Finaliste : 1984
- Coupe d'Afrique-Occidentale française (2) :
  - Vainqueur : 1953 et 1956
  - Finaliste : 1951 et 1960

- Championnat du Mali (24) :
  - Champion : 1970, 1972, 1984, 1987, 1989, 1993, 1994, 1995, 2000, 2001, 2002, 2003, 2005, 2006, 2007, 2010, 2011, 2013, 2014, 2015, 2016, 2020, 2021,2025

- Coupe du Mali (23)  :
  - Vainqueur : 1961, 1963, 1970, 1972, 1982, 1984, 1985, 1986, 1988, 1990, 1992, 1994, 1995, 1997, 1999, 2001, 2006, 2013, 2015, 2018, 2021, 2023, 2024
  - Finaliste : 1968, 1975, 1979, 1983, 1998, 2000, 2002, 2009, 2011
- Supercoupe du Mali (10) :
  - Vainqueur : 1998, 2000, 2001 2005, 2006, 2007, 2009, 2010, 2014, 2015
  - Finaliste : 1993, 1999, 2011

## Anciens joueurs

### Basket-ball
- Salimata Dembélé

### Football
- Salif Keïta
- Mamadou Keïta
- Moussa Traoré
- Cheik Diallo
- Mouss Assoum Niakaté